# Lenka Masná
Lenka Masná (née le 22 avril 1985 à Novy Jicin) est une athlète tchèque, spécialiste du 800 m.

## Biographie
Son meilleur temps était de 1 min 59 s 71, obtenu lors des séries des Championnats d'Europe d'athlétisme de Barcelone, le 27 juillet 2010, qu'elle améliore en 1 min 59 s 56, obtenu lors des séries des Championnats du monde d'athlétisme de Moscou, le 16 août 2013.
Son meilleur temps est de 1 min 59 s 56, obtenu lors des séries des Championnats du monde de Moscou, le 16 août 2013.

## Palmarès
| Date | Compétition                       | Lieu      | Résultat | Épreuve   | Performance   |
| ---- | --------------------------------- | --------- | -------- | --------- | ------------- |
| 2010 | Championnats d'Europe             | Barcelone | 5e       | 800 m     | 1 min 59 s 91 |
| 2011 | Championnats d'Europe par équipes | Stockholm | 12e      | 800 m     | 2 min 08 s 43 |
| 2013 | Championnats d'Europe en salle    | Göteborg  | 3e       | 4 × 400 m | 3 min 28 s 49 |
| 2013 | Championnats d'Europe par équipes | Dublin    | 2e       | 800 m     | 2 min 03 s 53 |
| 2013 | Championnats d'Europe par équipes | Dublin    | 2e       | 4 × 400 m |               |
| 2013 | Championnats du monde             | Moscou    | 7e       | 800 m     | 2 min 00 s 59 |
| 2014 | Championnats du monde en salle    | Sopot     | 5e       | 800 m     | 2 min 02 s 46 |
| 2015 | Championnats d'Europe par équipes | Heraklion | 2e       | 800 m     | 2 min 01 s 93 |
| 2015 | Championnats d'Europe par équipes | Heraklion | 1re      | 4 x 400 m | 3 min 32 s 37 |
| 2017 | Championnats d'Europe en salle    | Belgrade  | séries   | 800 m     | 2 min 05 s 64 |

## Records
| Épreuve    | Épreuve      | Performance   | Lieu   | Date         |
| ---------- | ------------ | ------------- | ------ | ------------ |
| 800 mètres | En plein air | 1 min 59 s 56 | Moscou | 16 août 2013 |
| 800 mètres | En salle     | 2 min 01 s 25 | Sopot  | 7 mars 2014  |